# 尼古拉一世号战列舰
“尼古拉一世”号战列舰（羅馬化：Imperator Nikolai I）是俄罗斯帝国海军在19世纪80年代建造的一艘亚历山大二世级战列舰。本舰建成后被配属至波罗的海舰队。1892年，“尼古拉一世”号曾参加在纽约举行的发现美洲400周年庆祝活动。1893年10月，本舰被分配到地中海舰队，并访问了法国土伦。中日甲午战争时期，本舰启航前往太平洋并一直驻留在太平洋海域直到1896年底，之后返回地中海舰队并参与维护俄国在克里特起义期间的利益。1898年4月，“尼古拉一世”号再次返回波罗的海，进行了长时间的整修，更换了整套动力系统，随后于1901年返回地中海。
日俄战争期间，“尼古拉一世”号返回波罗的海，并于1904年底再次进行改装，成为海军少将尼古拉·涅鲍加托夫指挥的第三太平洋舰队的旗舰。在对马海战中，本舰仅受了轻微伤，第二天连同第三太平洋舰队的大部分舰只一起在涅鲍加托夫的领导下向日本人投降。此后“尼古拉一世”号被改名为“壹岐”号编入大日本帝国海军，并作为炮术训练舰一直服役至1910年，此后被改分类为一等海防舰和训练舰。1915年10月，“壹岐”号被作为靶舰被击沉。

## 开发
“尼古拉一世”号最初计划比其姊妹舰“亚历山大二世”号更小一些，类似巴西战列舰“里亚丘埃洛”号，但装备12英寸（305）炮。1885年11月6日，与波罗的海工厂签订了一份合同，要求建造一艘舰首炮座内安装两门12英寸火炮的7,572長噸（7,694公噸）级舰。然而，这一计划很快就被取消，随后就与法俄造船厂签订了一份新合同以建造一艘“亚历山大二世”号的同级舰。由于该舰级首舰是由波罗的海造船厂建造的，法俄造船厂在获取图纸方面遇到困难，被迫重新绘制了一些图纸。与此同时，他们借此机会对设计进行了一些相对较小改动。然而将“亚历山大二世”号设计方案中的炮座被改成炮塔时已经是1887年，此时建造工程早已启动。而最初的炮塔设计被证明存在一些问题，直到1889年4月炮塔设计才最终完成。由于不知道炮塔的具体尺寸，舰首的建造工程不得不停滞了六个多月。尽管作为补偿减少了装甲带的高度，最终炮塔重量还是比旧型舰的炮座重了44.9長噸（46公噸），使得“尼古拉一世”号的舰首偏重。

## 设计
“尼古拉一世”号水线长333英尺6英寸（101.65），全长346英尺6英寸（106），舷宽66英尺11英寸（20），吃水深24英尺3英寸（7.4），比设计值多1英尺3英寸（0.4）。满载状态下排水量9,594長噸（9,748公噸），比设计排水量8,440長噸（8,575公噸）多出1,000長噸（1,016公噸）。

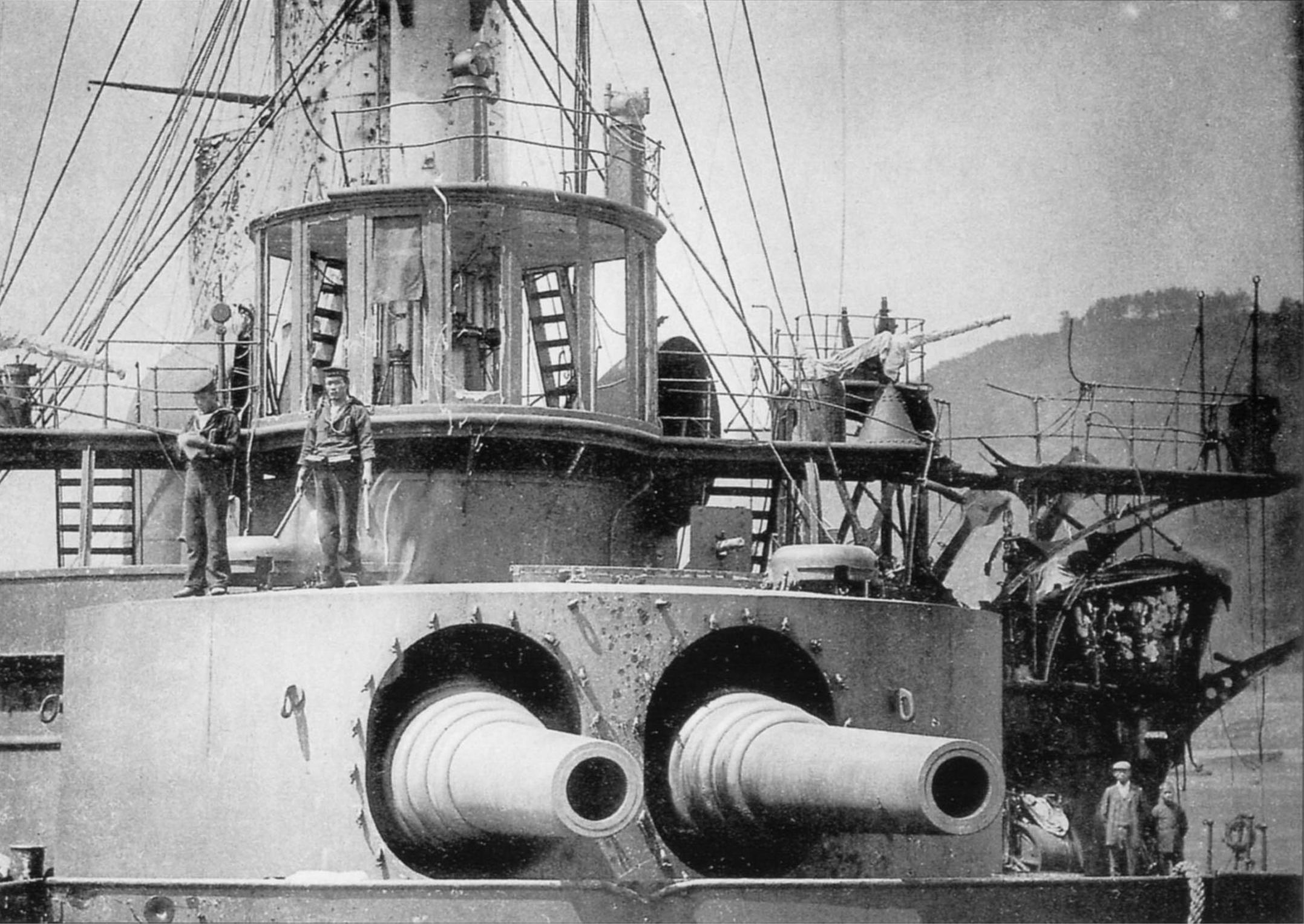
对马岛海战后不久，“尼古拉一世”号的前炮塔和舰桥

“尼古拉一世”号配备了两台三缸立式复合蒸汽机，每台驱动一具螺旋桨。12台圆柱形锅炉为发动机提供非过热蒸汽。整套动力系统由波罗的海造船厂建造，总设计输出功率为8,000匹指示馬力（5,966千瓦特）。在海试中，这套系统总共输出了7,842匹指示馬力（5,848千瓦特），最高速度达到了14節（26每小時；16英里每小時）。随舰可装载847長噸（861公噸）燃煤，在10節（19每小時；12英里每小時）航速下续航里程可达到2,630海里（4,870；3,030英里）。
亚历山大二世级战列舰的主炮是两门12英寸（305）奥布霍夫1877型30倍径炮。“尼古拉一世”号将这两门炮安装在舰首的双联炮塔中。作为副炮的4门9英寸（229）奥布霍夫1877型35倍径炮被安装在装甲堡四角炮廓内的中心枢轴支架上。舰体侧面呈现明显的内倾，以增加其前后方向的射击角度。8门6英寸（152）1877型35倍径炮被安装在舷侧枢轴支架上。其中4门安装在9英寸炮之间，射界可达到100°。其余的则安装在舰体首尾两端，可以直接向舰首或舰尾射击。10门47（1.9英寸）霍奇基斯转轮炮安装在9英寸与6英寸炮之间的舰体炮眼中，用以防御鱼雷艇。4门37（1.5英寸）霍奇基斯转轮炮都被安装在战斗桅楼内。“尼古拉一世”号还装有6具位于水线以上的15英寸（381）鱼雷发射管，一具位于舰首，两舷侧各装两具，最后一具安装在舰尾。
“尼古拉一世”号大部分装甲都是从英国进口的。由于部分装甲的交付出现延迟，舰体的制造工程中出现问题。与姊妹舰相比，本舰的水线装甲带的高度减少了6英寸（152），仅有8英尺（2.4）高，其中3英尺（0.9）高出设计载重线，其余5英尺（1.5）在水下。除了舰首部位的水线装甲带厚度被减少到了6英寸（“亚历山大二世”号减薄至3.9英寸（99）），以及指挥塔装甲壁厚仅有6英寸（比“亚历山大二世”号减少了2英寸（51）），其余大部分部位的防护设计与“亚历山大二世”号大致相同。

## 舰历

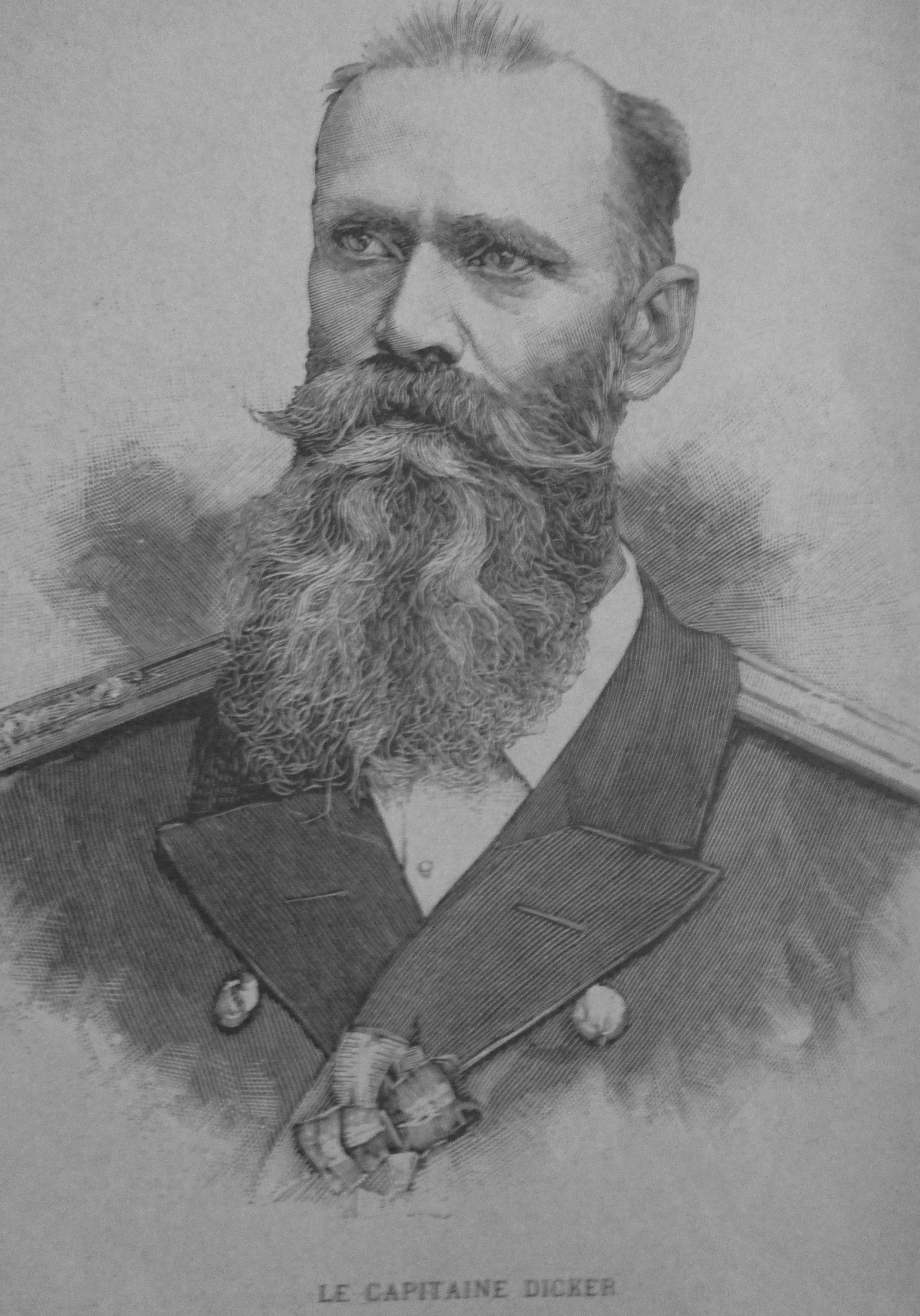
舰长理查德·罗曼诺维奇·迪克（1847-1939年）。

“尼古拉一世”号的名字取自沙皇尼古拉一世。该舰由圣彼得堡的法俄造船厂建造，于1886年8月4日安放龙骨，1889年6月1日下水，1891年7月完工，但试航一直持续到1892年春天。1892年6月，“尼古拉一世”号启航前往纽约参加纪念发现美洲400周年的庆祝活动。离开后，她被分配到地中海舰队，并于1893年10月与俄罗斯舰队一起访问了土伦，以强化法俄联盟关系，当时由理查德·迪克上校指挥。甲午战争期间，“尼古拉一世”号启航前往太平洋，于1895年4月28日抵达日本长崎，然后启航前往中国的烟台。该舰一直留在太平洋海域直到1896年底，之后返回地中海舰队，作为国际分遣舰队的一员执行任务。国际分遣舰队是一支多国部队，由奥匈帝国海军、法国海军、德意志帝国海军、意大利皇家海军、俄罗斯帝国海军和英国皇家海军的舰艇一同组成。目的是干预1897年至1898年克里特岛反抗奥斯曼帝国统治的起义活动。1897年2月14日，“尼古拉一世”号接待了克里特岛的奥斯曼帝国总督乔治·贝罗维奇（也被称为贝罗维奇帕夏）。而就在几天后，这位总督就乘坐奥地利轮船逃往了的里雅斯特。1898年4月，“尼古拉一世”号返回波罗的海，进行为期多年的大规模改装。期间，舰载动力设备被贝尔维尔水管锅炉和直立三胀往复蒸汽机所取代，后上层建筑在主桅杆后面的部分被减掉了一层甲板，47毫米转轮炮被都拆除，而37毫米转轮炮仅保留了两门，取而代之的是16门47毫米和两门37毫米单管炮。

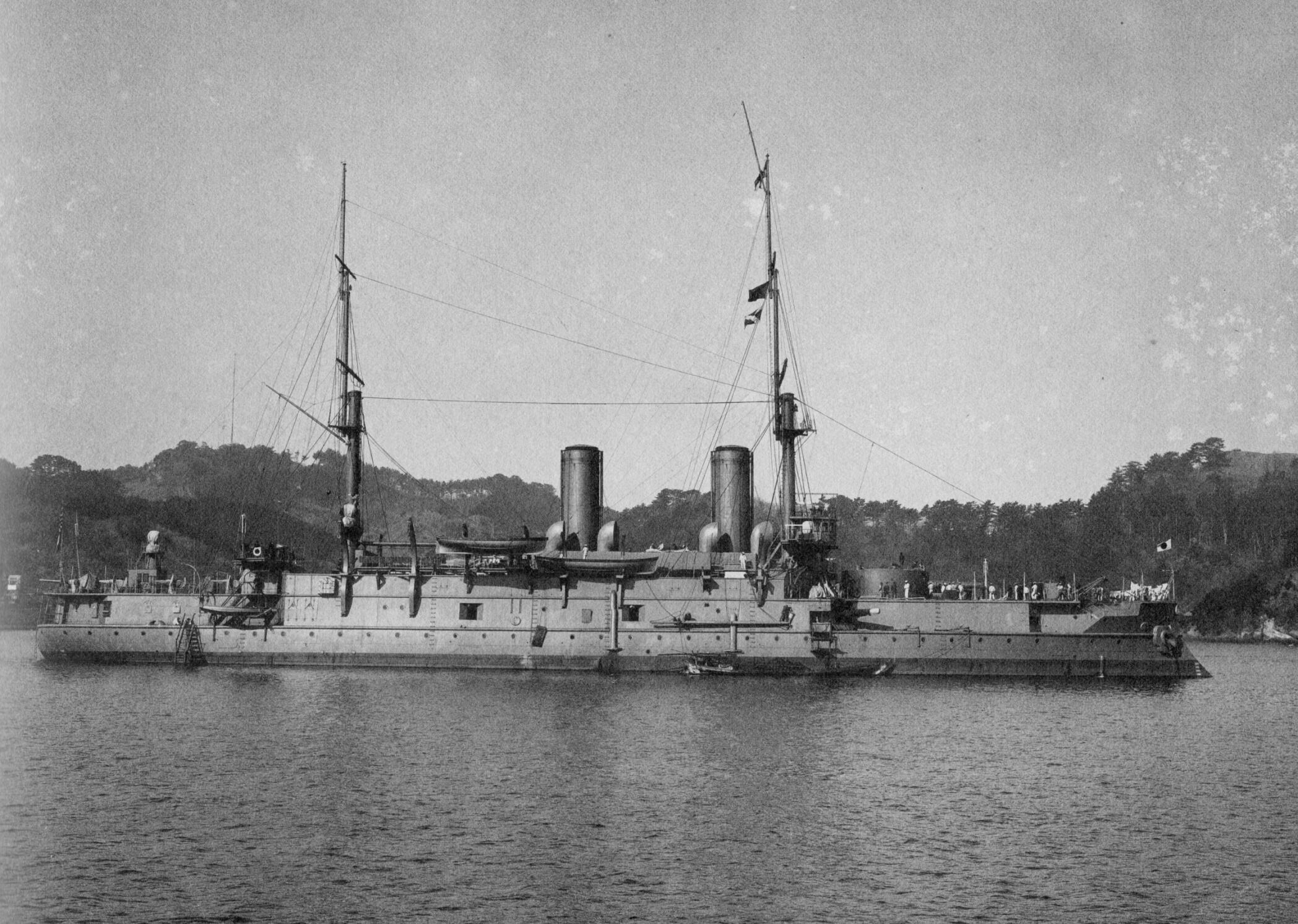
1906年2月12日，“壹岐”号停泊在横须贺

“尼古拉一世”号于1901年9月返回地中海，并一直停留在那里直到日俄战争爆发。随后，该舰转驻波罗的海，并于1904年底进行改装以成为海军少将尼古拉·涅鲍加托夫所指挥的第三太平洋舰队旗舰。这支舰队于1905年1月15日从利耶帕亚出发前往太平洋海域。在对马海战中，“尼古拉一世”号受了轻伤，仅被12英寸炮击中一次，被8英寸炮和6英寸炮各击中两次，最终只有5人死亡，35人受伤。第二天，该舰与第三太平洋舰队的大部分舰只一起在海军上将涅鲍加托夫的指挥下向日军投降。

### 在日军旗下服役
1905年6月6日，“尼古拉一世”号被编入日本帝国海军，并改名为“壹岐”号以纪念日本海对马海战遗址附近的壹岐岛。此后该舰一直被用作炮术训练船，直到1910年12月12日被重新指定为一等海防舰和训练船。“壹岐”号装备有原有的12英寸/30倍径火炮（安装在舰首双联装炮塔中）、6门6英寸/40倍径阿姆斯特朗Z型炮（安装在在单独的炮架中）、6门4.7英寸/40倍径阿姆斯特朗T型炮（安装在单独的炮架中）、6门3英寸/40倍径阿姆斯特朗N型炮（安装在单独的炮架中）以及6枚18英寸鱼雷。“壹岐”号于1915年5月1日被除役，并于1915年10月3日被战列巡洋舰“金刚”号和“比睿”号当作靶舰击沉，而在瓦茨和戈登记载中，该舰于1922年被拆解。

## 脚注

### 引文
1. ↑  Gardiner (1979)，第178頁.
2. ↑  张恩东 (2018)，第184頁.
3. ↑  金文杰 (2022)，第25頁.
4. ↑  McLaughlin (2003)，第40–41頁.
5. ↑  McLaughlin (2003)，第39頁.
6. ↑  McLaughlin (2003)，第39, 43–44頁.
7. ↑  McLaughlin (2003)，第42頁.
8. ↑  McLaughlin (2003)，第42–43頁.
9. ↑  畫報, n° 2642, October 14, 1893.
10. ↑  McLaughlin (2003)，第39, 44頁.
11. ↑  McTiernan (2014)，第15頁.
12. ↑  .   [2024-06-06]. （原始内容存档于2022-10-05） （英语）.
13. ↑  McLaughlin (2003)，第157頁.
14. 1 2  McLaughlin (2003)，第44–45頁.
15. ↑  Jentschura, Jung & Mickel (1977)，第13–14頁.
16. ↑  Watts & Gordon (1971)，第34頁.